# Alluttoq
La isla Alluttoq, o Agdlugtoq, (en danés, Arveprinsen Ejland) es una isla ribereña localizada en aguas de la bahía de Baffin, frente a la costa occidental de Groenlandia, muy próxima a la isla Disko. Tiene una superficie de 655 km². 
La isla Upernivik es parte del municipio de Qaasuitsup (que comprende toda la parte noroeste de Groenlandia). 